# 兹登卡·韦日米若夫斯卡
兹登卡·韦日米若夫斯卡（捷克語：Zdeňka Veřmiřovská，1913年6月27日—1997年5月13日），捷克女子体操运动员。她曾代表捷克斯洛伐克参加1936年和1948年夏季奥林匹克运动会体操比赛，获得一枚金牌和一枚银牌。